# Beleg van het Spanjaardenkasteel

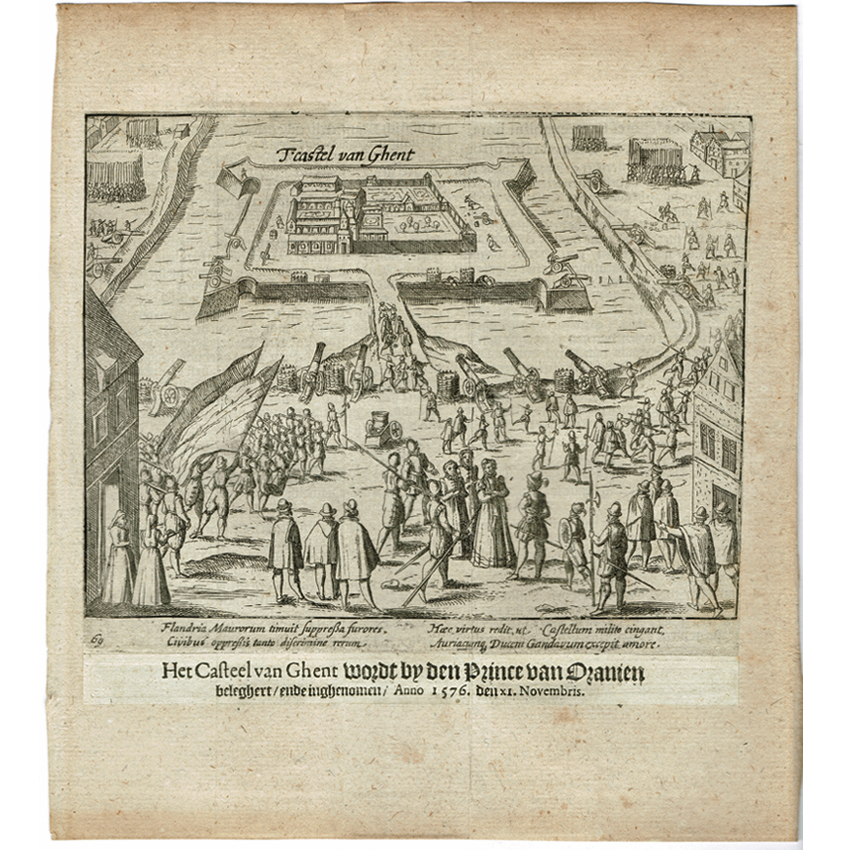
De prins van Oranje belegert en verovert het Spanjaardenkasteel op 11 november 1576. Prent uit 'de Nassausche Oorloghen' van Willem Baudartius.

Het Beleg van het Spanjaardenkasteel was tijdens de Tachtigjarige Oorlog een belegering op het Spanjaardenkasteel te Gent vanaf 15 september 1576, in opdracht van de Staten van Vlaanderen met bijstand van Willem van Oranje onder uitvoering van Olivier van den Tympel tegen luitenant Avilos Maldonado en de echtgenote van Mondragón. Mondragón, die na de verovering van Zierikzee nog met zware muiterij te kampen had gehad, bleek niet in staat om zijn vrouw te ontzetten. Van voedselvoorraden afgesneden door de Staatsen moesten de belegerden de citadel onder voorwaarden opgeven op 9 november.

## Aanloop
Het waren roerige tijden toen in september 1575 door het Spaanse staatsbankroet de soldij niet uitbetaald werd. Bovendien overleed landvoogd Requesens onverwacht op 1 maart 1576, waarmee het Spaanse opperbevel wegviel. Door het uitblijven van soldij was er muiterij onder soldaten van het leger van Vlaanderen ontstaan. De muiters hadden zich verenigd en namen diverse steden in (zoals Aalst) waar zij hun hoofdkwartieren vestigden. In Gent had men het Spaans gezag in de ban gedaan. Bijna dagelijks vonden op de achtergrond schermutselingen plaats, zoals de slag bij Vissenaken (tussen Leuven en Tienen), waarvoor landedelen zich verenigd hadden in een leger dat bestond uit studenten, boeren en burgers. De ongeorganiseerde duizendtallen werden in één aanval vernietigend verslagen door muitende soldaten onder oudgedienden Vargas, Mendoza en Tassis. In Brussel werd de Raad van State gevangen genomen, die bij afwezigheid van een landvoogd het landsbestuur waarnam.

## Verloop

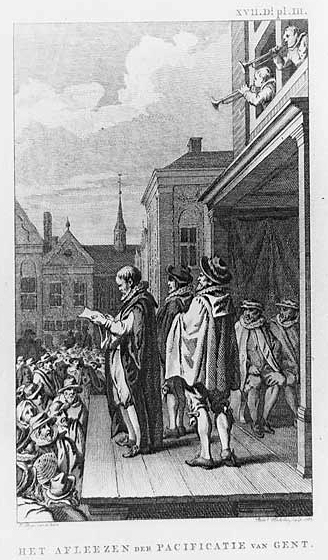
Het voorlezen van de Pacificatie van Gent. Fantasietekening door J. Buys.
(Collectie: Museum Van Gijn, Dordrecht)

De Staten van Vlaanderen besloten op 15 september de citadel "Castrum Novum" (nieuw kasteel) van Gent, in de volksmond "Spanjaardenkasteel" genoemd, te belegeren. Het lukte hen evenwel niet om de citadel in te nemen en ze verzochten daarom om bijstand van Willem van Oranje. Men had bepaald dat de vergadering der Staten in Gent zou plaatsvinden, niettegenstaande de citadel nog onder Spaans gezag stond en in staat van beleg was. Mondragon, bevelhebber van de citadel, was afwezig vanwege zijn onderneming in Zeeland. Zijn vrouw was op de citadel achtergebleven en had het bevel overgenomen over een vendel soldaten onder leiding van luitenant Avilos Maldonado. Ze hadden de hulp ingeroepen van de muiters, maar die hadden geweigerd de belegerden te ontzetten en keerden terug naar Aalst. Ondertussen wilde men in Gent vaart zetten achter de belegering van de citadel. De graaf van Roeulx, stadhouder van Vlaanderen, gaf opdracht aan de heer d'Haussy om Oranje daarover in te lichten.
Willem van Oranje deed de toezegging om achtentwintig vendels te sturen. Hij legde deze vendels een streng reglement op; ze mochten "niemand aan lijf en goed beschadigen, hetzij katholiek of protestant, geestelijke of leek, aan lijf en goederen te beschadigen, en om de roomse godsdienst of het gezag des konings op generlei wijze te belemmeren". Hij voegde daar nog aan toe dat de soldaten in eigen kwartier hun eigen godsdienst mochten uitoefenen en daar psalmen mochten zingen. Als onderpand voor de inzet vorderde hij stad en kasteel van Sluis. Het eerste vendel dat vertrok naar Gent was onder leiding van Olivier van den Tympel.
Op hetzelfde moment dat van den Tympel was vertrokken kreeg de katholieke partij in Gent spijt van het hulpverzoek aan de Staatsen, wat feitelijk een verbintenis met de afvallige prins was. Jan de Mol, werd als gezant naar de prins gestuurd met een brief namens de Staten van Brabant, Vlaanderen en Henegouwen waarin zij het verzoek herriepen. In de brief werd hun katholieke godsdienst en gezindheid aan de koning benadrukt. Willem van Oranje antwoordde afstandelijk dat hij zijn soldaten opdracht had gegeven dat zij zich zouden gedragen, bovendien waren ze al in Gent, terwijl de brieven gewisseld waren. Over het psalmzingen werd een overeenkomst gesloten naar tevredenheid van beide partijen. Daarnaast kwam men overeen dat het onderpand voor de prins Nieuwpoort zou zijn in plaats Sluis. Uiteindelijk waren er acht vendels voetvolk naar Gent gezonden, deze arriveerden op 26 september, op 28 september arriveerde nog een extra vendel.

Met dat laatste vendel keerden veel bannelingen terug naar gent. Zoals Pieter de Rijke, advocaat, eerste voorstander van de Geuzen in Gent, die nadien schout of baljauw van Vlissingen was geworden. Hij nam ook deel aan de Pacificatie als gevolmachtigde van de prins. De Staatsen zetten nu druk op het beleg van de Citadel. Op dat moment zouden de Maastrichtenaren verwikkeld zijn in een mislukte poging om zich te ontdoen van het Spaans gezag in die stad. Deze muiters schoten de gouverneur te hulp, waarna de stad gruwelijk geplunderd werd. De muiters trokken nadien naar Antwerpen, terwijl onderweg ook muiters uit Breda, Aalst, Maastricht zich bij hen aansloten. Deze gebeurtenis zou later bekend komen te staan als "Spaanse Furie". Daags na de gebeurtenissen in Antwerpen werd een brief onderschept die door Jerónimo de Roda was verzonden aan de koning. Hij schreef lof toe aan Don Sancho d'Avila, Julian Romero, Alonso de Vargas, Francisco Verdugo, Fugger, Freundsberg, Polweiler en anderen die zich het meest onderscheiden hadden. "Ik wens uwe majesteit bijzonder geluk met deze overwinning, zij is van groot belang en de schade voor de stad ontzettend."

De vergaderingen over de Pacificatie van Gent welke werden gesloten op 8 november vonden plaats tijdens het gebulder van kanonnen die op de muren van de citadel schoten. Mondragon kwam met een legertje opdraven om zijn vrouw en luitenant te ontzetten maar werd door een overmacht overvallen en verslagen. Op 11 november capituleerde de bezetting op het kasteel. Ze waren door de voedselvoorraden heen. Tegen een vrije aftocht naar Frankrijk werd het kasteel onder voorwaarden overgegeven.

## Nasleep
Gent zou hierna verdergaan als Gentse Republiek. Burgers gingen over tot de ontmanteling van de wallen die tussen de stad en de citadel lagen, op die plaats kwam tussen 1577 en 1585 een bastion. In 1585 kwam de stad weer onder Spaans gezag komen te staan na het Beleg van Gent.
1539–40: Opstand tegen Karel V · 
1576: Beleg van het Spanjaardenkasteel · 
1583–4: Beleg door Farnese (Parma) · 
1708: Beleg door Marlborough · 
1789: Vier Dagen van Gent
1839: Katoenoproer